# Lưỡi lê M7
 Lưỡi lê M7 là một loại lưỡi lê được quân đội Hoa Kỳ sử dụng cho súng trường M16, nó cũng có thể được sử dụng cho M4 carbine cũng như nhiều loại súng trường tấn công, súng carbine và súng shotgun khác. Đồng thời có thể được sử dụng như dao chiến đấu hoặc công cụ khác. M7 được giới thiệu vào năm 1964 khi M16 được đưa vào sử dụng trong chiến tranh Việt Nam.

## Đặc điểm

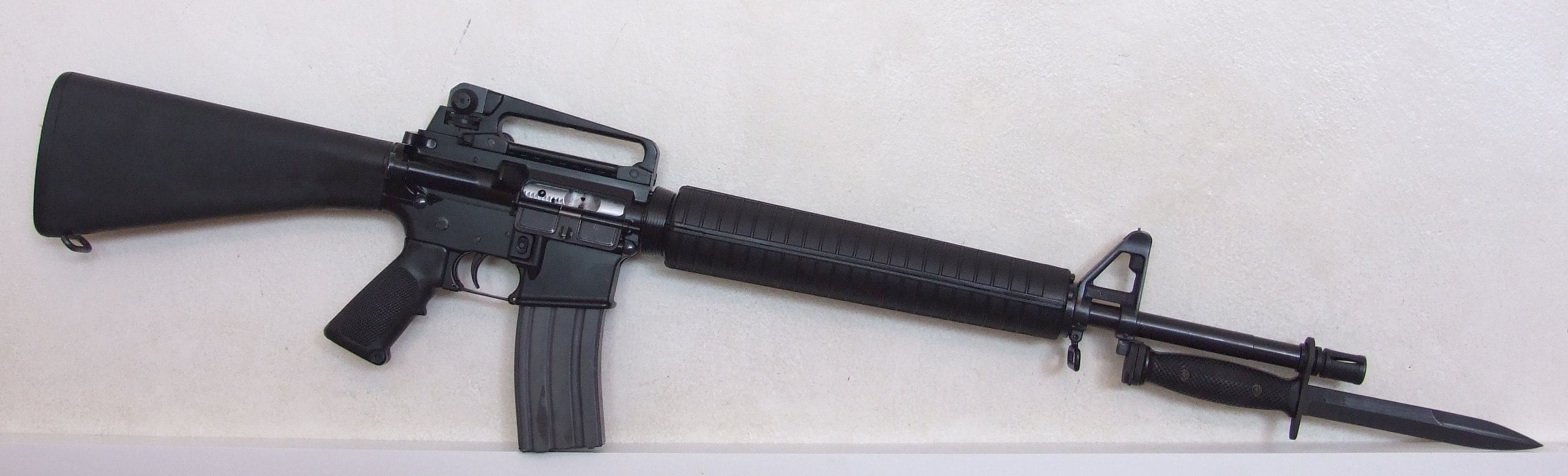
M16A4 có gắn lưỡi lê M7

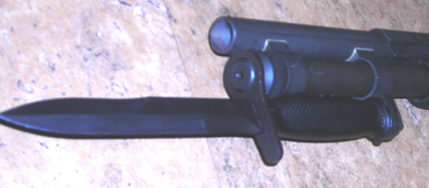
Lưỡi lê M7 gắn trên Mossberg 590A1

M7 có cơ chế khóa hai đòn bẩy nhằm đảm bảo lưỡi dao được giữ chắc trên nòng súng M16. Tương tự như M4 bayonet trên M1/M2 carbine, M5 trên M1 Garand, M6 trên súng trường M14 đều được thiết kế và cả tiến dựa trên mẫu dao chiến đấu M3 từ thời Đệ nhị Thế chiến.
Lưỡi dao của M7 được làm từ thép 1095 carbon dài 171mm, trong đó một cạnh được mài sắc hoàn toàn, cạnh còn lại được mài khoảng gần 75mm. Phần khâu lê có đường kính 22,4mm, phía dưới được đóng tên viết tắt của nhà sản xuất cùng với "US M7".Cán lê có các đường gân chống trượt được đúc bằng nhựa đen. Phần thép của lưỡi lê được sơn đồng bộ bằng màu xám đen hoặc đen. Tổng chiều dài của nó là 302mm và nặng khoảng 270g.

## Thiết kế
| Bayonet-Knife M7             | Item number |
| ---------------------------- | ----------- |
| Screw, Machine, Grip         | 1           |
| Washer, Lock                 | 2           |
| Grip, Bayonet-Knife, LH      | 3           |
| Grip, Bayonet-Knife, RH      | 4           |
| Blade Assembly M7            | 5           |
| Pin, Spring                  | 6           |
| Lever, Lock-Release, LH      | 7           |
| Lever, Lock-Release, RH      | 8           |
| Spring, Helical, Compression | 9           |